# Ducado de Lugo
El ducado de Lugo es un título de la Casa Real cuyo uso fue autorizado por el rey Juan Carlos I de España a su hija la infanta Elena de Borbón y Grecia en fecha 3 de marzo de 1995, con ocasión de su enlace matrimonial con Jaime Rafael Ramos María de Marichalar y Sáenz de Tejada. El ducado, como título de la Casa Real, es vitalicio, por lo que su primogénito Felipe Juan Froilán, no lo heredará tras el fallecimiento de su madre.
Los duques hicieron su primer visita oficial a la ciudad gallega en septiembre de 1995, donde fueron recibidos por el presidente regional, Manuel Fraga, el alcalde de la ciudad, Joaquín García Díez, el presidente de la Diputación Provincial, Francisco Cacharro, y el obispo de Lugo, fray José Gómez González.
Tras el divorcio de la pareja real, el duque consorte tuvo que dejar de utilizar el título.

## Denominación
Su denominación hace referencia a la ciudad de Lugo, en la provincia de Lugo.

## Duques de Lugo
|                            | Titular                    | Periodo                    |
| Creación por Juan Carlos I | Creación por Juan Carlos I | Creación por Juan Carlos I |
| -------------------------- | -------------------------- | -------------------------- |
| i                          | Elena de Borbón y Grecia   | 1995-actual titular        |

## Historia de los duques de Lugo
- Elena de Borbón y Grecia, i duquesa de Lugo, grande de España. Infanta de España. Hija del rey Juan Carlos I, y de la reina Sofía, nacida princesa de Grecia (Schleswig-Holstein-Sonderburg-Glücksburg).

1. Se casó con Jaime Rafael Ramos María de Marichalar y Sáenz de Tejada en 1995. Divorciados en 2010.